# Alejandro Galindo
Héctor Alejandro Galindo Amezcua (o Amescua, según fuentes tan cercanas como sus hijos Alejandro y Rosa) (Monterrey, Nuevo León; 14 de enero de 1906 - Ciudad de México; 1 de febrero de 1999), conocido como Alejandro Galindo, fue un director de cine, guionista, actor y productor de cine y de radio mexicano. Es recordado como uno de los grandes directores de la Época de Oro del cine mexicano.

## Biografía
Su familia se trasladó a la Ciudad de México cuando Alejandro aún era un niño.  Inició estudios de odontología en la Universidad Nacional Autónoma de México pero los abandonó para irse a Hollywood después de que el productor Germán Camus le hubiera despertado el gusto por el cine. Ahí, para solventar sus gastos trabajó como asistente de intendencia y luego como traductor para varias empresas cinematográficas como la MGM y la Columbia Pictures. Eran los inicios del cine hablado.[cita requerida]
Hizo estudios de guionista en el Hollywood Institute of Scriptwriting and Photoplay.[cita requerida]
En 1930, tras haber colaborado con Gregory La Cava, como consecuencia de la crisis económica de 1929, regresó a México y trabajó como guionista en programas de radio y después escribió el guion de la película La isla maldita, dirigida por Boris Maicon en 1934. Inició su carrera de director en 1935, con el cortometraje documental Teotihuacán, tierra de emperadores y el largometraje Almas rebeldes, de 1937.[cita requerida]
Su última película, Lázaro Cárdenas, hecha en 1985, está desaparecida. Con discreción, el Instituto Mexicano de Cinematografía consignó: "Al parecer, Resortes narra ciertos pasajes de la vida del presidente Lázaro Cárdenas."  Según su hija Rosa Galindo, "se lo apropió Joaquín Hernández Galicia, "La Quina", el exlíder sindical petrolero, con violencia. Hizo que los guionistas escribieran unas escenas donde se hablara lo que había hecho por Pemex y los trabajadores y echó a perder la película. En una ocasión se proyectó en un cine de Ciudad Juárez y le pidieron a La Quina la cinta y no dábamos crédito de lo que habían hecho con la película. La empeoró." 
El cambio del México rural al urbano fue objeto de buena parte de su obra. La evolución de la familia mexicana fue otra de sus grandes preocupaciones. Le interesaba lo popular mexicano, en sentido social, no folklórico. Fue el primer director que mostró la vida urbana mexicana y al señalar sus problemas, abordó temas que no fueron del agrado de mucha gente del gobierno. Así, cuando "falleció el 1 de febrero de 1999, las autoridades tampoco le hicieron un homenaje:
Gerardo Estrada, entonces director del Instituto Nacional de Bellas Artes (INBA), se negó a que mi papá fuera velado y se le hiciera un reconocimiento en el Palacio de Bellas Artes, a pesar de que mucha gente de todas las instituciones cinematográficas firmaron la solicitud." 

## Reconocimientos
"...Sus películas, casi 80, acumulan más de una veintena de premios nacionales y extranjeros, y él en particular recibió varias distinciones: ocho premios Ariel por su labor como director, argumentista y adaptador; el Ariel de Oro y la Medalla Salvador Toscano, ambos en 1999 por su trayectoria, y poco antes de su muerte la Cineteca Nacional le puso su nombre a la sala 5." 
Con motivo de su número 100, en julio de 1994, la revista SOMOS publicó una edición especial dedicada a las 100 mejores películas del cine mexicano, seleccionadas por 25 especialistas en cinematografía mexicana, como Jorge Ayala Blanco, Nelson Carro, Gabriel Figueroa, Gustavo García, Carlos Monsiváis, Tomás Pérez Turrent y Eduardo de la Vega Alfaro.[cita requerida]
Como la lista de SOMOS consideró sólo largometrajes con producción total o mayoritariamente mexicana, no incluyó películas tan importantes como Viridiana (1961), de Luis Buñuel. El automóvil gris, de 1919 fue el filme más antiguo seleccionado y los más recientes, de 1992, Cronos y Como agua para chocolate. En tan importante lista, figuraron las siguientes películas de Alejandro Galindo:
| Lugar | Película              | Año  |
| ----- | --------------------- | ---- |
| 5     | Una familia de tantas | 1948 |
| 11    | Campeón sin corona    | 1945 |
| 29    | Doña Perfecta         | 1950 |
| 64    | Esquina bajan...!     | 1948 |
| 97    | Espaldas mojadas      | 1953 |

En el año 2000, Francisco Peredo Castro escribió un libro: Alejandro Galindo, un alma rebelde en el cine mexicano publicado por Conaculta / IMCINE, Miguel Ángel Porrúa.
"En 2017, con motivo de su 18 aniversario luctuoso, la Filmoteca de la UNAM le rindió un homenaje con un ciclo que reunió nueve de sus cintas más representativas, las cuales se exhibieron en la Sala José Revueltas del Centro Cultural Universitario. Entre las que se proyectaron resaltan Campeón sin corona (1945), basada en la vida del boxeador Rodolfo Casanova, El Chango, quien se caracterizó por su precoz ascenso y estrepitosa caída; Doña Perfecta (1950), considerada como una de las adaptaciones mejor logradas de la novela homónima de Benito Pérez Galdós, y Ante el cadáver de un líder (1974), que hace referencia a los intereses personales que hay en la clase política mexicana luego de la muerte del líder sindical Ataulfo Martínez."  Como parte del homenaje, se presentó el libro Alejandro Galindo. Una visión personal del hombre y el cineasta, escrito por su hijo, Alejandro Galindo Muñoz y publicado por la Dirección General de Actividades Cinematográficas de la UNAM. Asimismo, se develó un busto de Alejandro Galindo, obra de los escultores Valerio Ponzanelli y su esposa Edysa Ponzanelli.

## Cinematografía

### Como actor
- 1936: El baúl macabro de Miguel Zacarías.
- 1937: ¡Esos hombres! de Rolando Aguilar.
- 1939: Una luz en mi camino de José Bohr.
- 1986: El misterio de la araña de César Taboada.
- 1991: Jóvenes delincuentes de Mario Hernández.

### Como director
| - 1935: Teotihuacán, tierra de emperadores - 1937: Almas rebeldes - 1938: Refugiados en Madrid - 1938: Mientras México duerme - 1939: El muerto murió - 1939: Corazón de niño - 1940: El monje loco - 1941: Ni arena ni sangre - 1941: El rápido de las 9:15 - 1942: Virgen de medianoche - 1943: Konga Roja - 1943: Divorciadas - 1944: Tribunal de justicia - 1945: La sombra de Chucho el Roto - 1946: Tú eres la luz - 1946: Campeón sin corona - 1948: Los que volvieron - 1948: El muchacho alegre - 1948: Hermoso ideal - 1948: ¡Esquina bajan! - 1949: Confidencias de un ruletero - 1949: Hay lugar para dos - 1949: Una familia de tantas - 1950: Cuatro contra el mundo - 1951: Doña Perfecta - 1951: Dicen que soy comunista - 1951: Capitán de rurales - 1952: Crisol de pensamiento mexicano - 1953: Sucedió en Acapulco - 1953: El último round - 1953: Los dineros del diablo - 1953: Las infieles - 1953: Por el mismo camino - 1954: Los Fernández de Peralvillo - 1954: La duda - 1955: Tres melodías de amor - 1955: Espaldas mojadas - 1956: Policías y ladrones - 1956: Historia de un marido infiel | - 1957: Esposa te doy - 1957: Hora y media de balazos - 1958: Raffles - 1958: Manos arriba - 1958: Piernas de oro - 1958: Échenme al gato - 1958: Te vi en tv - 1958: Tu hijo debe nacer - 1959: México nunca duerme - 1959: La vida de Agustín Lara - 1959: La edad de la tentación - 1960: Ni hablar del peluquín - 1960: El supermacho - 1961: Mañana serán hombres - 1961: Ellas también son rebeldes - 1964: La mente y el crimen - 1968: Corona de lágrimas - 1970: Simplemente vivir - 1970: Remolino de pasiones - 1970: Cristo 70 - 1971: Verano ardiente - 1972: Pepito y la lámpara maravillosa - 1972: Triángulo - 1972: Tacos al carbón - 1973: San Simón de los Magueyes - 1974: El juicio de Martín Cortés - 1974: Ante el cadáver de un líder - 1977: Las del talón - 1977: Que te vaya bonito - 1979: Milagro en el circo - 1979: Mojados - 1979: Dimas de León - 1981: El color de nuestra piel - 1983: El sexo de los pobres - 1984: Cruz de olvido - 1985: Lázaro Cárdenas |

### Como escenógrafo (lista parcial)
- 1934: La isla maldita de Boris Maicon.
- 1936: El baúl macabro de Miguel Zacarías.
- 1937: Ave sin rumbo de Roberto O'Quigley.

### Como productor
- 1964: La mente y el crimen de él mismo.

## Distinciones y premios
- 1947: Ariel de Plata a la película más mexicana por  Campeón sin corona.
- 1947: Ariel de Plata a la Mejor Escenografía por Campeón sin corona.
- 1949: Ariel de Plata a la Mejor Escenografía por ¡Esquina bajan!
- 1950: Ariel de Plata al Mejor Director por Una familia de tantas.
- 1950: Ariel de Oro por Una familia de tantas.
- 1950: Ariel de Plata al Mejor Productor por Una familia de tantas.
- 1952: Ariel de Plata a la Mejor Escenografía por Doña Perfecta.
- 1955: Ariel de Oro por Los Fernández de Peralvillo.
- 1955: Ariel de Plata a la Mejor Dirección por Los Fernández de Peralvillo.
- 1956: Ariel de Plata al Mejor Escenografía Original por Espaldas mojadas.
- 1956: Ariel de Plata a la mejor película de interés nacional por Espaldas mojadas.
- 1958: Ariel de Plata a la Mejor Escenografía por Esposa te doy.
- 1991: Medalla Salvador Toscano.
- 1991: Ariel de Oro Especial.